# Crucifijos congo

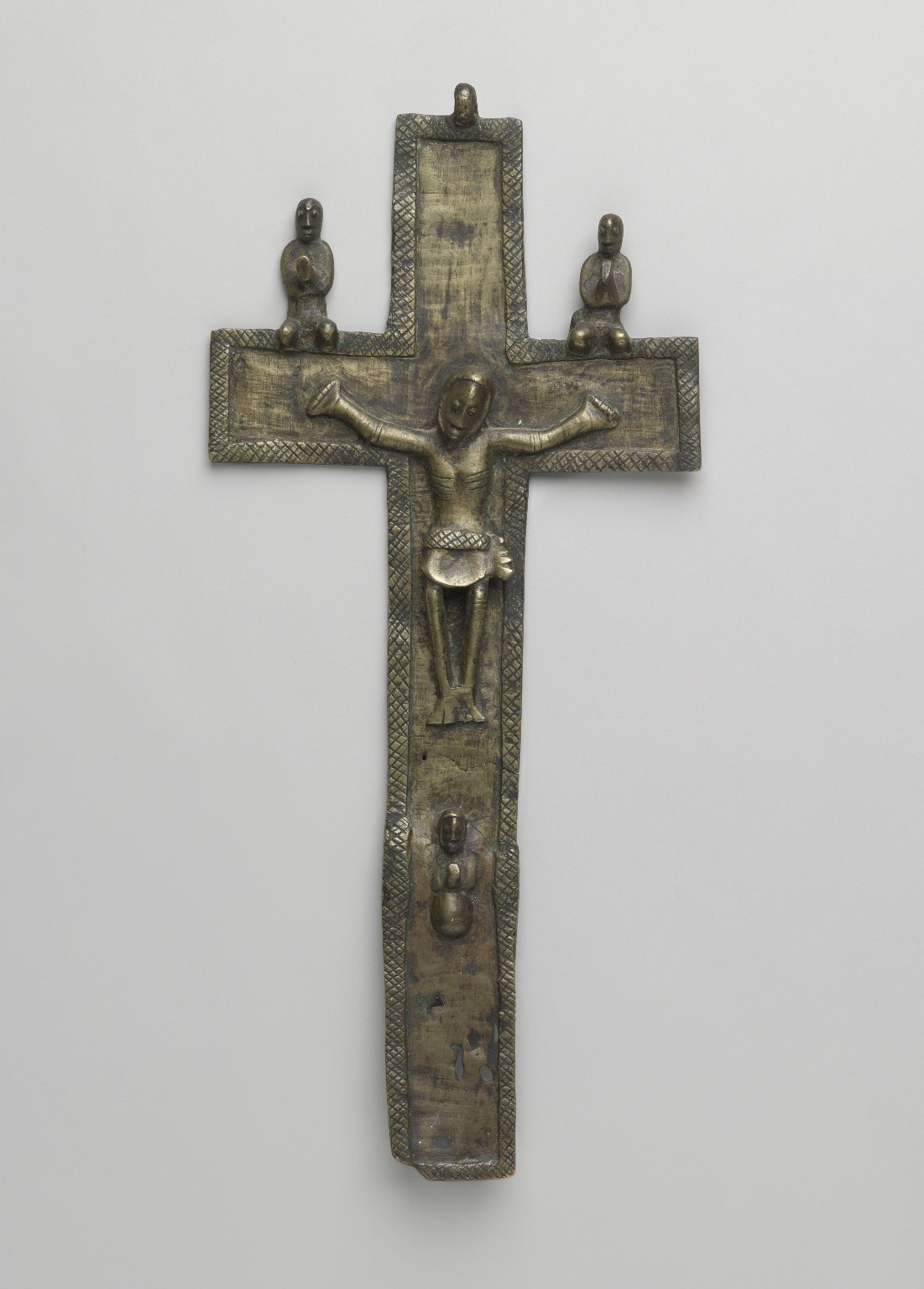
Crucifijo congo, de principios del. Museo Brooklyn, Nueva York.

Los crucifijos congo (en kikongo: nkangi kiditu) son objetos de devoción, la mayoría de las veces de latón, a veces de madera y latón, producidos en el área de influencia del reino de Congo (norte de la actual Angola, sur de la República del Congo y noroeste de la República Democrática del Congo) entre los siglos XVI y XIX, tras la evangelización de la región por los misioneros católicos. Varios cientos de estos crucifijos permanecen hoy en día; su tamaño varía desde unos diez a más de sesenta centímetros1.
Varios museos ahora exhiben o tienen crucifijos congo, incluyendo el Museo Metropolitano de Arte, el Museo Brooklyn (Nueva York), el museo del muelle Branly - Jacques Chirac (París), el Afrika Museuma (Berg en Dal, Países Bajos), el Anthropos-Institut de la casa madre de la Sociedad del Verbo Divino en Sankt Augustin (Alemania), el Museo de Arte Sacro y Etnología de Fátima (Portugal) y el museo real de África Central (Tervuren, Bélgica). Otros crucifijos están en colecciones privadas. El museo del muelle Branly acogió, del 23 de noviembre de 2016 al 2 de abril de 2017, una exposición titulada Du Jourdain au Congo - Art et christianisme en Afrique centrale » qui présente plusieurs crucifix kongo, que presentaba varios crucifijos congo.

## Descripción
Los crucifijos congo pueden estar hechos enteramente de latón o de madera, o hechos de una cruz de madera que lleva un Cristo y otros elementos de latón o de cobre (clavos); a veces hay pigmentos presentes. La cruz es siempre latina, con un brazo vertical el doble de largo que el horizontal. Muchos crucifijos llevan pequeñas figuras: a menudo dos, a la izquierda y a la derecha del brazo horizontal, a veces más -ángeles, orantes, discípulos, y a veces la Virgen María, representada de manera muy estilizada: una cabeza y dos manos unidas en una luna creciente (recordando la imaginería franciscana, insistiendo en la Inmaculada Concepción). Cristo es a menudo más estilizado que en los crucifijos occidentales; su vestimenta y caja torácica son evocadas por líneas grabadas en latón.
Una notable excepción es el triple crucifijo exhibido en el Museo Metropolitano de Arte de Nueva York: tres Cristos se superponen en la misma cruz con tres barras horizontales. El Cristo central se remonta a los siglos XVI o XVII, el Cristo superior e inferior a los siglos XVIII o XIX.

## Historia

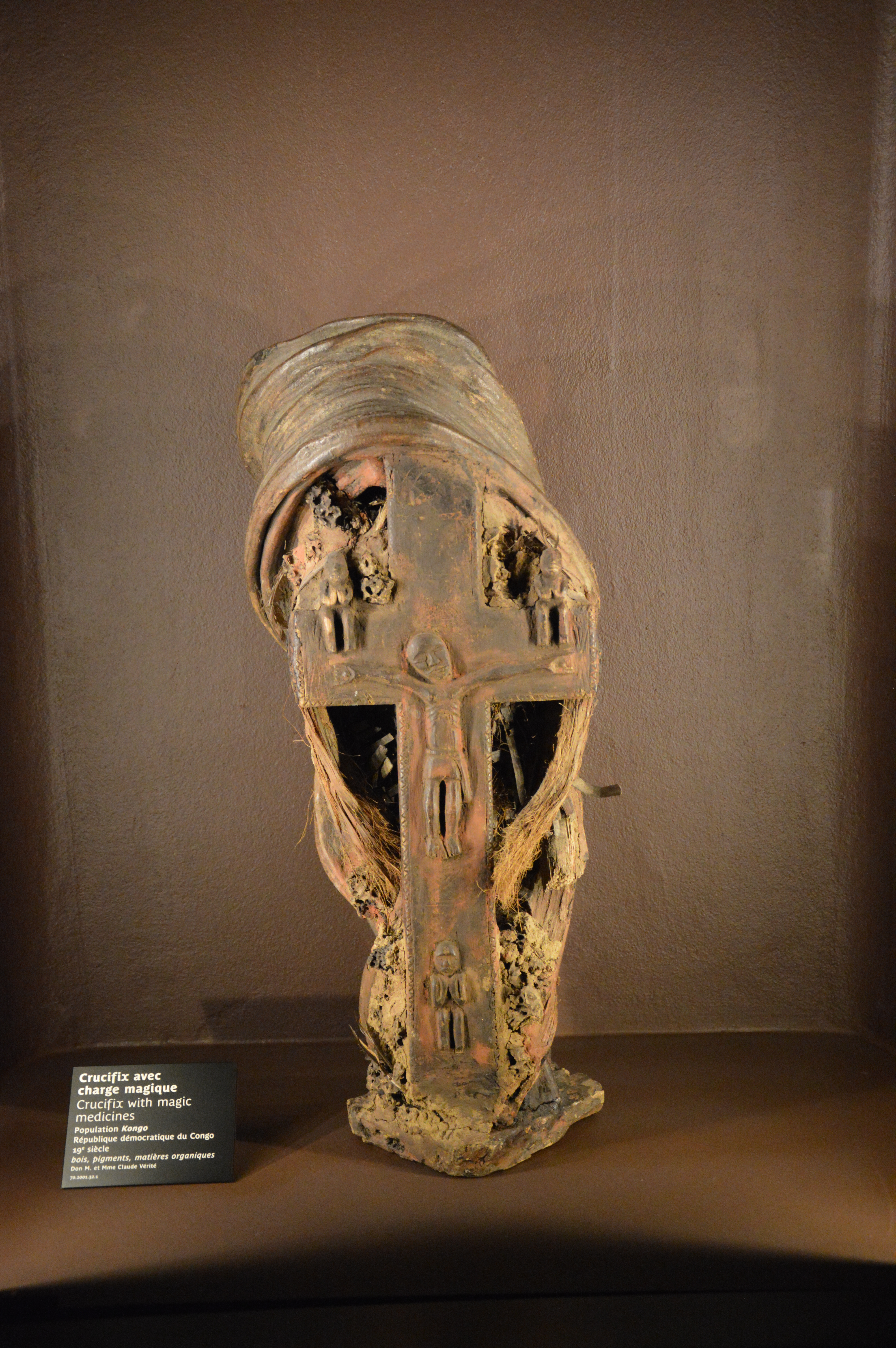
Crucifijo con carga mágica, Congo, museo del muelle Branly, París.

La cruz era un motivo comúnmente utilizado en las artes de África Central antes de la llegada de los europeos en la segunda mitad del siglo XV.
Algunos crucifijos se utilizaron en el marco del kimpasi  (conjunto de ritos que rigen el acceso al poder social y político en el reino de Congo); el crucifijo expuesto en el museo del muelle Branly Branly está acompañado de una «carga mágica» de madera, pigmentos y otros materiales orgánicos.
Mercado del arte
La casa de subastas Sotheby's ha vendido al menos tres crucifijos congo:
- el 5 de diciembre de 2007 en París por 9250 euros;[9]
- el 11 de diciembre de 2013 en París por 10.000 euros;s[10]
- el 22 de junio de 2016 en París por 75.000 euros.[11]

También se puso a la venta un crucifijo congo en el Dorotheum (Viena, Austria) el 5 de noviembre de 201414 (estimado entre 1200 y 1800 euros).
Christie's puso a la venta el 4 de abril de 2017 dos crucifijos congo (lotes 92 y 93, estimados respectivamente en 25.000 euros y 50.000 a 80.000 euros.

## Galería

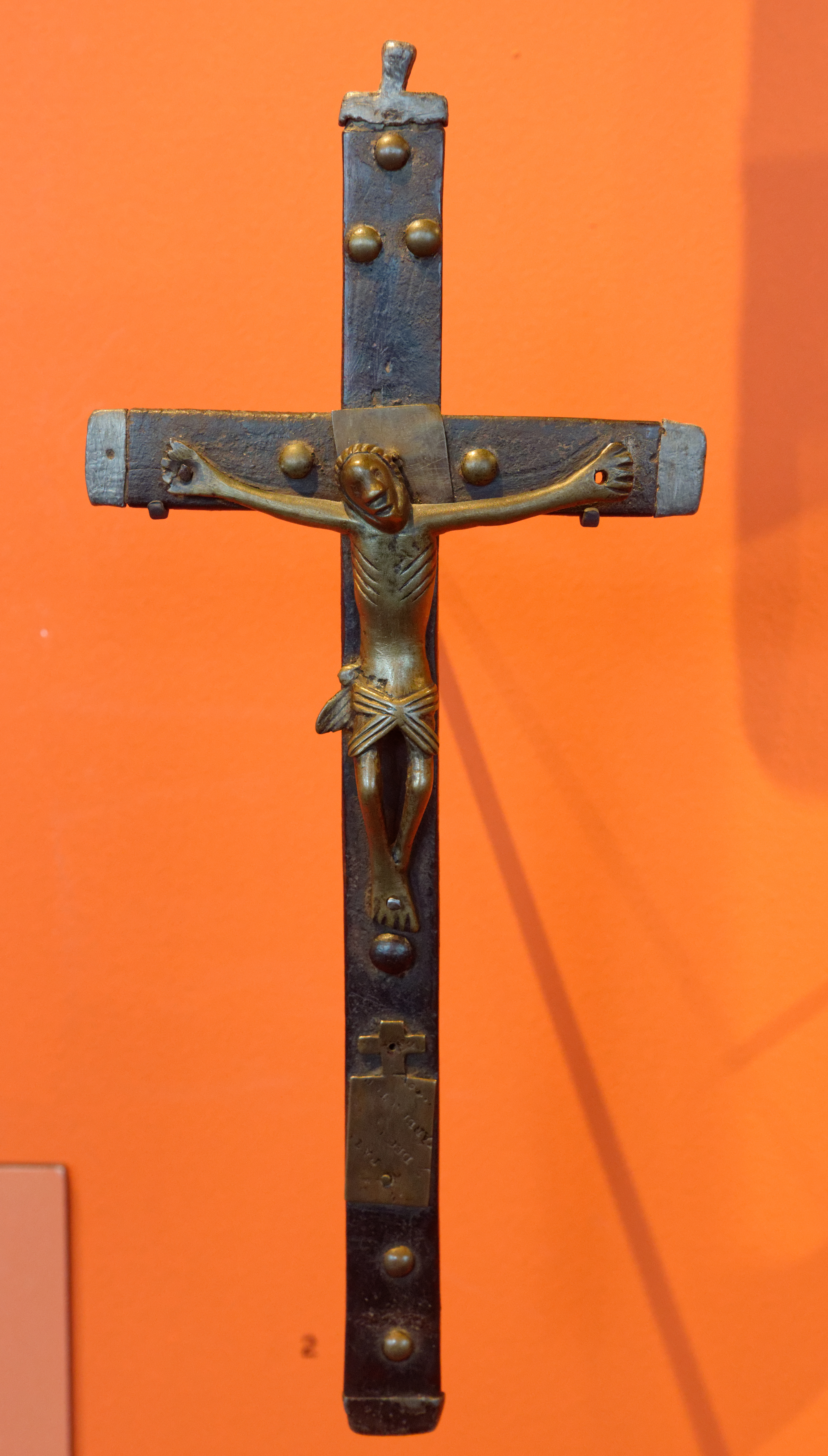
Crucifijo de jefe congo, aleación de cobre, madera, plomo y clavos de carpintero, siglo XVII o XVIII, colección privada (expuesta en el museo del muelle Branly en el marco de la exposición « Du Jourdain au Congo - Art et christianisme en Afrique centrale », 2016-2017).
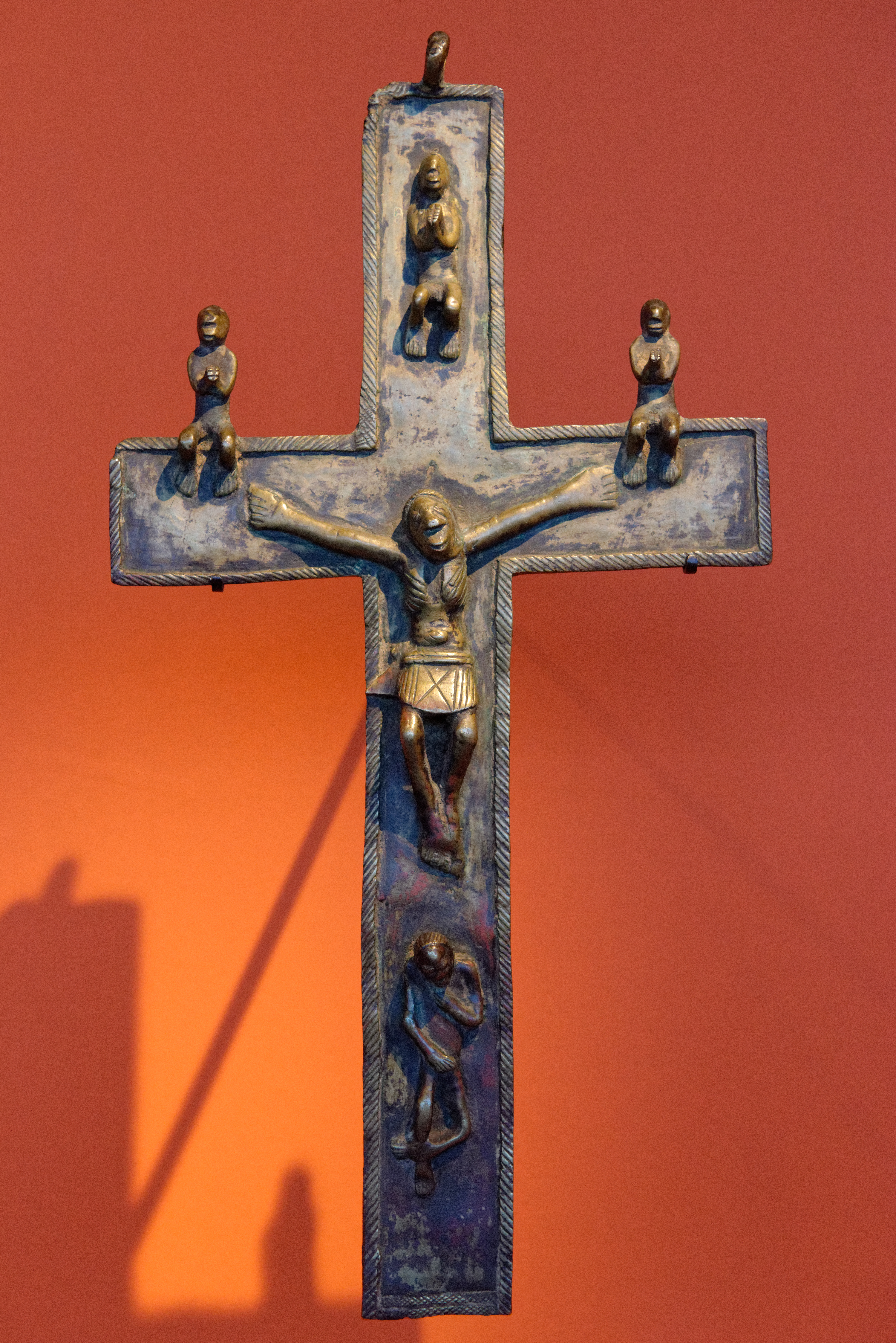
Crucifijo de jefe congo con personajes secundarios con las manos unidas, aleación de cobre, siglo XVII o XVIII, colección privada (misma exposición).
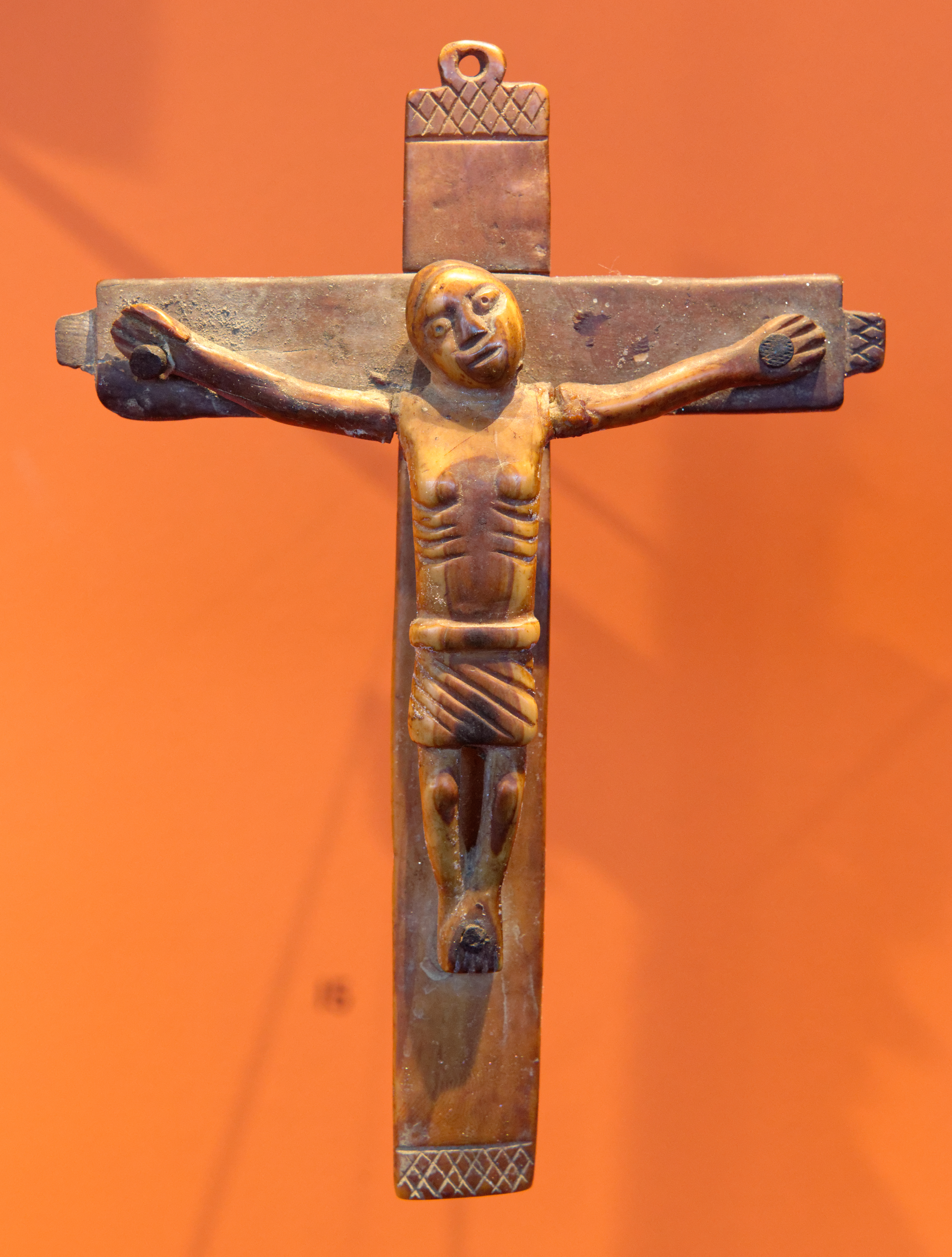
Crucifjo de jefe congo, siglo XIX, colección de Marc Léo Félix (misma exposición).
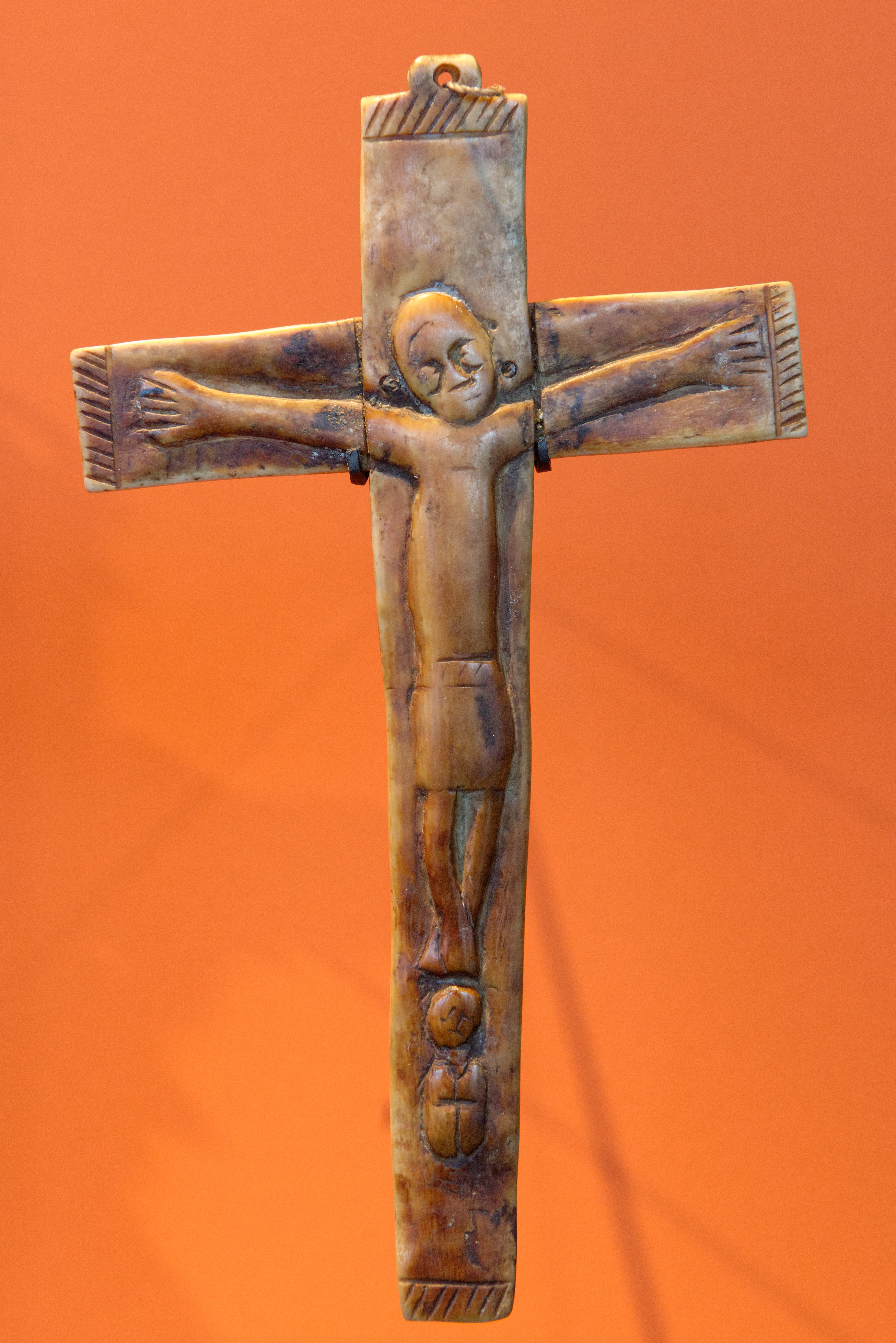
Crucifjo de jefe congo, marfil, siglo XIX,, colección privada (misma exposición).